# Jailly
Jailly is een gemeente in het Franse departement Nièvre (regio Bourgogne-Franche-Comté) en telt 69 inwoners (2009). De plaats maakt deel uit van het arrondissement Nevers.

## Geografie
De oppervlakte van Jailly bedraagt 11,1 km², de bevolkingsdichtheid is 6,4 inwoners per km².
De onderstaande kaart toont de ligging van Jailly met de belangrijkste infrastructuur en aangrenzende gemeenten.

## Demografie
Onderstaande figuur toont het verloop van het inwonertal (bron: INSEE-tellingen).